# Comunidad de creyentes
Comunidad de creyentes es un concepto religioso, con valor social y político, que puede referirse a la comunidad de creyentes de cada religión.
El concepto tiene una especial importancia para las religiones monoteístas o abrahámicas, por cuanto la pertenencia a una única comunidad que vive la fe religiosa en común se identifica con la unicidad de la divinidad en que se cree. Así surgió en el Antiguo Israel el concepto de pueblo elegido de la religión judía.
En el cristianismo el concepto de evangelización amplía la posibilidad de pertenencia a la comunidad de creyentes con el de pueblo de Dios, que se identifica con el concepto de cristiandad. El ámbito institucional de la cristiandad es la Iglesia ("militante" y "triunfante"), y su ámbito espacial se identificada con el ekumene, la totalidad del mundo conocido, especialmente al cristianizarse el Imperio Romano. La ruptura de la unidad política del Imperio significó entre otras cosas el replanteamiento de la identificación entre Iglesia y Estado y el surgimiento de la cuestión del deslindamiento de funciones entre los poderes universales (pontificado e imperio) en la Europa Occidental (cristiandad latina) y el cesaropapismo en el Imperio Bizantino (cristiandad oriental).
En el islam el concepto de comunidad de creyentes se expresa con el término umma, mientras que su ámbito espacial se expresa con el término dar al-Islam.